# Éclipse solaire du 22 août 1998
L'éclipse solaire du 22 août 1998 est une éclipse solaire annulaire. Elle fut l'avant-dernière éclipse annulaire du XXe siècle.

## Parcours

Carte animée de l'éclipse.

Elle traversa les iles indonésiennes de Sumatra et de Bornéo, ainsi que le nord de la Papouasie-Nouvelle-Guinée, puis continua dans l'océan Pacifique.